# Institucions forals de la ciutat de València

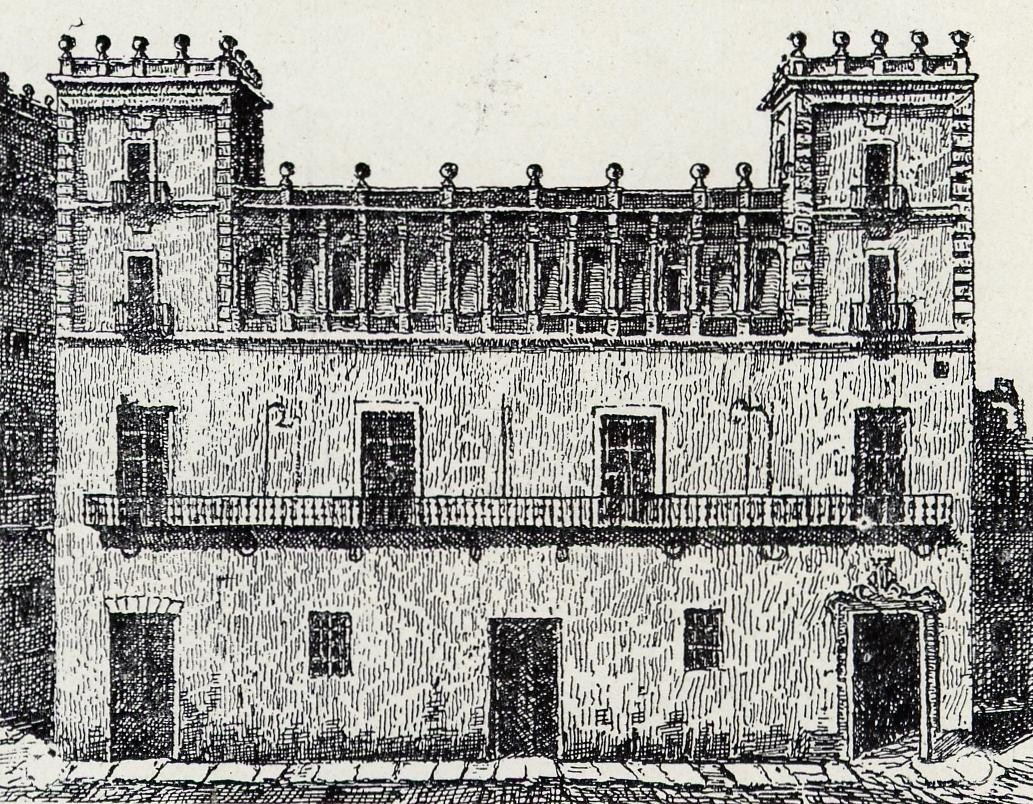
Façana de la Casa de la Ciutat de València abans de ser enderrocada en 1865

Les institucions forals de la ciutat de València van ser les institucions representatives i de govern que van regir la ciutat de València (Regne de València) a l'època foral, és a dir, durant prop de cinc-cents anys, des de la conquesta de València pel rei d'Aragó i comte de Barcelona Jaume I en 1238 fins a la promulgació per Felip V en 1707, del Decret de Nova Planta que va abolir els Furs de València, que va suposar que el Regne de València deixara d'existir per a passar a ser en una mera província del Regne d'Espanya.

## Divisió estamental de la població: cavallers, ciutadans i habitadors
A la ciutat de València només tenien accés al govern la noblesa menor urbana, composta pels cavallers,l que eren els nobles no titulats que havien estat armats cavallers, i els generosos, els nobles que no tenien títol ni eren cavallers, i els ciutadans —que es distingien dels simples habitadors ('veïns'), format pels artesans i treballadors dels diferents oficis o gremis i que constituïen la mà menor del estat pla. Es considerava ciutadà i no simple habitador a aquella persona amb una posició econòmica i social que el dotava d'una dignitat i una qualitat moral que el situava per sobre de la resta de membres de l'estat pla. Aquesta dignitat provenia dels que vivien de rendes o negocis, grans mercaders, negociants de teixits, etc... o de l'exercici de professions com les de notari o la de jurista que no eren manuals i no estaven integrades al món dels oficis. Dins dels ciutadans existia una capa social superior anomenada ciutadans honrats, que constituïen la mà major de l'estat pla o no nobles, i que eren aquells que vivien de rendes suficients i havien exercit el càrrec de Jurat, la màxima magistratura urbana. La resta de ciutadans constituïen la mà mitjana de l'estat pla.

## El govern de la ciutat

### Consell Secret

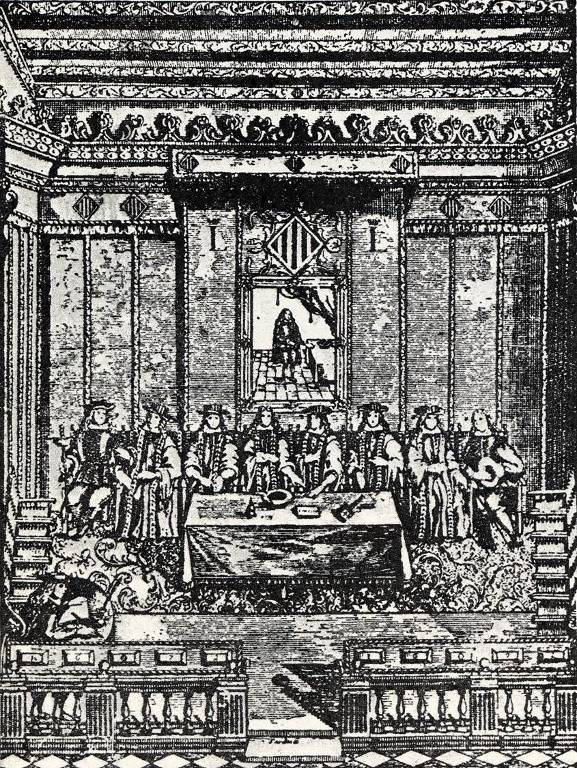
Els Jurats reunits a la "Cambra Daurada" de la Casa de la Ciutat de València al 1672

El Consell Secret era l'òrgan directiu de la ciutat, i en el qual el Consell General havia delegat la majoria de les seves funcions. El Consell Secret estava integrat per: 
- Els Jurats, que eren l'òrgan executiu suprem de govern de la ciutat format per quatre prohoms o ciutadans i dos cavallers i generosos, triats per un any pel mètode de la insaculació.
- El Racional, que era un antic jurat designat pel rei per un període de tres anys entre tres candidats extrets pel mètode de la insaculació, i que era l'encarregat de la supervisió de les finances municipals.
- El Síndic, designat pel Consell General, ostentava la representació o procuració ciutadana davant d'altres instàncies de poder.
- Quatre advocats de la ciutat i l'escrivà de la Sala, càrrecs vitalicis amb veu però sense vot al Consell Secret.

### Els Jurats
L'elecció dels jurats que governaven la ciutat es realitzava mitjançant unes llistes de 12 ciutadans i 12 cavallers i generosos, un per cada parròquia de la ciutat, respectivament, que eren elaborades pel Consell General, per la qual cosa el paper del rei en la seva elecció era merament simbòlic —els nous jurats juraven el seu càrrec davant el Batle general, com a màxim oficial real. A partir de 1418 la monarquia va aconseguir retallar la considerable autonomia que havia aconseguit la ciutat de València al llarg dels cent anys anteriors, quan el rei Alfons el Magnànim va establir el procediment de la ceda pel nomenament dels Jurats. La ceda era una llista de 12 ciutadans i 12 cavallers que enviava el rei cada any al municipi per a la renovació anual dels sis jurats, fet que assegurava que eixiren triades pel Consell General persones de confiança del rei.

### El Mestre Racional
La llista de la ceda en realitat era confeccionada pel racional i enviada al rei, per la qual cosa el Racional que es va convertir en l'home de confiança del rei, amb unes atribucions que el van convertir de fet en la màxima autoritat del municipi, per damunt dels Jurats, car a més era qui "suggeria" les persones havien de nomenar els jurats pel Consell i pels diferents càrrecs de la ciutat. Al segle XV va ser famós el racional Guillem Saera, qui va ocupar el càrrec 21 anys seguits, entre el 1456 i el 1477, malgrat que la permanència en el mateix només podia ser de tres anys. De Saera va dir un contemporani: «que dengu no li contradia en tots els actes e fets que fer volia» ('que ningú ho contradeia en tots els actes i fets que volia fer').

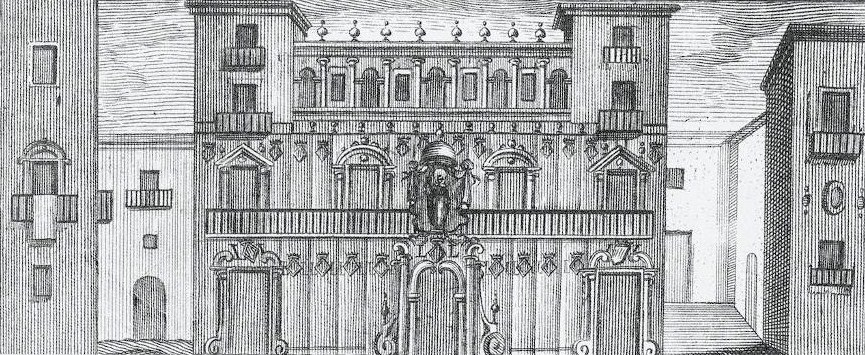
Façana de la Casa de la Ciutat de València en un gravat de 1762

El control del Racional del govern municipal es va mantenir fins al 1633 quan la ciutat va aconseguir de Felip IV el privilegi de la insaculació a canvi del pagament d'un servei de 20.000 lliures al rei. Des de llavors l'elecció dels Jurats es faria pel mètode de treure d'una bossa que contindria els noms de 30 cavallers, nomenats vitalíciament pel rei a proposta dels seus parells, els dos jurats corresponents als cavallers i generosos, i d'una altra amb el nom de 60 de ciutadans, seleccionats de la mateixa forma que els cavallers, els quatre Jurats que els corresponien. Segons James Casey, l'abandonament de la «forma antiga» de selecció dels Jurats, al qual es van oposar alguns consellers del rei perquè suposava perdre el control directe de la ciutat, es va deure a la important quantitat de diners que va obtenir la monarquia i també a "la possibilitat de comptar amb una elit estable a València, una oligarquia més ben definida que la dels antics «ciutadans», la gratitud dels quals cap a la monarquia per la defensa dels seus privilegis els fera més favorables a demandes fiscals ulteriors provinents de la cort".

### Els justícies i el Mostassaf
Dels temes judicials s'encarregaven el Justícia criminal i el Justícia civil, que eren triats per un any pel mètode de la insaculació de les "bosses" de ciutadans i de la de cavallers, alternativament). Dels plets menors s'encarregava el Justícia de tres-cents sous, i de la vigilància de mercats, el Mostassaf, triat de la mateixa forma que els Justícies.
Després de la conquesta de València, les relacions entre el rei i la ciutat de València, així com amb la resta dels nuclis de població que eren part Realenc, s'articulaven entorn del Cúria, un oficial real que era qui tenia l'última paraula en l'administració dels municipis i que recorria a l'assemblea de veïns com un cos consultiu, a València només formada pels prohoms,.Quan el 1245, només set anys després de la conquesta, Jaume I va decidir deixar el govern de la ciutat en mans dels veïns, el Cúria va passar a denominar-se Justícia i el rei triava dels tres candidats proposats pels Jurats, designats per insaculació dels dotze noms que ells havien triat, un per cada parròquia de la ciutat. Així el Justícia, posteriorment desdoblat en Justícia Civil i Justícia Criminal, els jurats i els consellers "constituïen l'estructura de l'organigrama municipal, al qual s'afegien altres càrrecs menors i especialitzats, com el Mostassaf...".

## La representació de la ciutat: el Consell

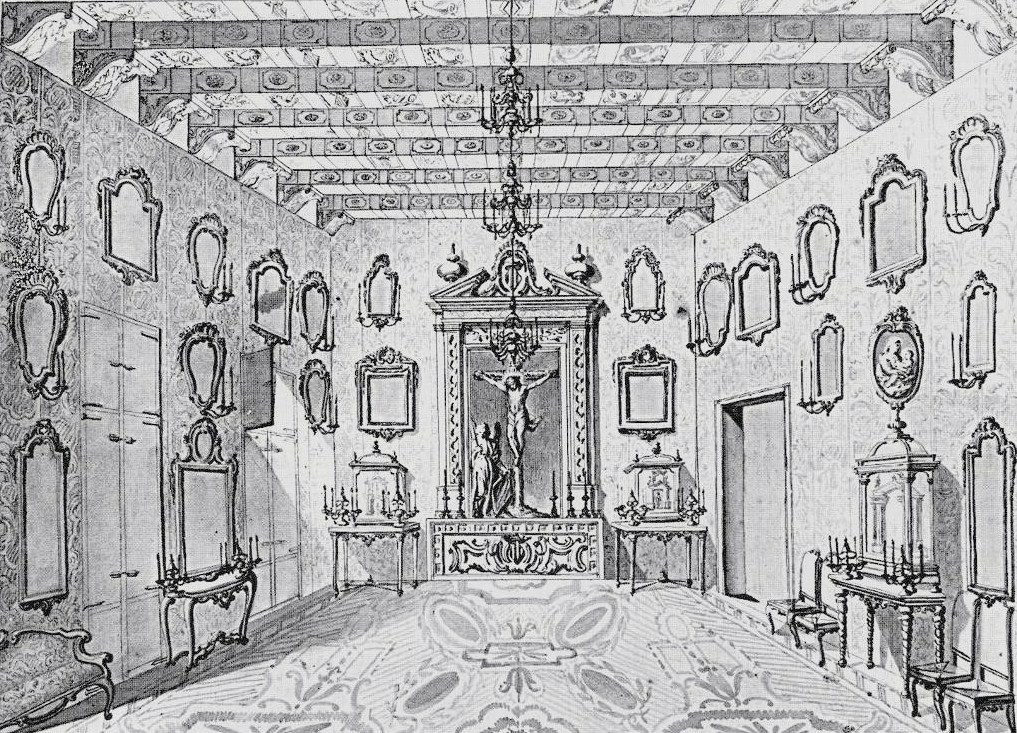
Interior de la Sala del Consell o Cambra dels Àngels de la Casa de la Ciutat de València, segle XVIII

El Consell era l'òrgan consultiu i deliberatiu dels Jurats integrat per: sis nobles, cavallers i generosos, dos eren els Jurats de l'any anterior d'este estament, quatre ciutadans, els quatre jurats vells de l'any anterior d'aquest estament; quatre juristes, dos notaris; els 48 consellers de ciutadans de parròquies, quatre per cadascuna de les 12 parròquies de la ciutat; i els consellers d'oficis, dos per cada ofici o gremi. Els membres del Consell eren designats per un any pel Consell Secret, que juntament amb aquell formava el Consell General, presidit pel Justícia civil.

## L'extensió de l'organització municipal de València a la resta del regne
Ben aviat el rei va confiar el govern dels municipis als seus propis veïns (a València el 1245), encara que al llarg del segle xiii la participació al seu govern es va anar restringint en favor d'un nucli reduït d'habitants que constituiran el grup dels ciutadans, especialment en les principals ciutats reals, Sagunt, Alzira, Xàtiva, Gandia i València.
El procés va ser decisiu i en 1278 es va estendre el model municipal de la ciutat de València a totes les poblacions del patrimoni reial del regne. "Les antigues assemblees obertes que en els primers anys de la repoblació solien reunir a tots els veïns a l'església parroquial van ser substituïdes pel nou sistema municipal, d'inspiració urbana i romanista, que restringia la gestió del poder local a un estrat minoritari de prohoms". Així totes elles es dotaran a grans trets de les institucions que regixen la ciutat de València: els Jurats, en qui resideixen els poders que la monarquia va delegar a la ciutat; el Consell, com a òrgan representatiu estamental i que és el consell assessor dels Jurats; i els oficials com el Justícia Criminal, el Justícia Civil i el Mostassaf.
Entre el 1321 i el 1329 la noblesa menor urbana, cavallers i generosos, van entrar al govern de les ciutats reials, que fins llavors havien estat dominades en exclusiva pels ciutadans o prohoms. Així es va consolidar una elit encara més restringida, anomenada patriciat urbà, que monopolitzaran el govern de les ciutats reials.
A començament del segle xv, igual que va succeir a València, la monarquia va exercir un major control sobre els municipis del Realenc. No obstant això, la ingerència de la Corona al nomenament dels Jurats va seguir un sistema diferent del de València, ceda. El tradicional sistema de cooptació, on els Jurats sortints nomenaven als seus successors, va ser substituït pel de la insaculació, generalment mitjançant el mètode dels redolins, que consistia en el fet que els paperets amb els noms dels candidats es posaven en unes boletes de cera que suraven en l'aigua d'un llibrell i després s'agafaven a l'atzar els que anaven a ocupar els nous càrrecs. La intromissió de la Corona en l'elecció consistia en la confecció de les llistes dels candidats i d'aquesta forma es garantia que els nous jurats foren persones afins als interessos de la Corona. La insaculació va ser introduïda a Xàtiva el 1427, a Oriola el 1445, a Alzira i Castelló de la Plana el 1446, i a Alacant el 1459.